# Karl Munzinger
Karl Munzinger (Berna, 23 de setembre, 1842 - Idem. 16 d'agost, 1911), va ser un compositor i director d'orquestra suís.
Va estudiar a Basilea i al Conservatori de Leipzig amb Gustav Weber, amb qui va mantenir una llarga amistat. De 1864 a 1866 va treballar com a professor de música i organista a Wesserling, Alsàcia, després fins al 1868 com a mestre de cor del "Liedertafel" de Solothurn durant quaranta anys i el "Cäcilienverein" durant 25 anys. Durant molts anys (fins al 1909), va ser el director general de música de Berna, és a dir, el cap de l'Òpera de Berna i de l'Orquestra de la ciutat de Berna, també va ensenyar al conservatori de la ciutat (entre els seus estudiants, en particular, Hans Huber i Volkmar Andreae).
Des de 1876 va ser director general del Festival de la Cançó Cantonal de Berna, i des de 1884 director dels concerts de subscripció de la "Musikgesellschaft". Com a compositor, va crear cançons, cors d'homes i cantates corals. Entre altres coses, també va compondre la música del festival per al 700 aniversari de Berna el 1891. La ciutat li va atorgar ciutadà honorari, i la Universitat de Berna li va atorgar un doctorat honoris causa.
El seu germà Edgar Munzinger també es va convertir en músic, el seu germà Oskar es va embarcar en una carrera política.
És conegut sobretot per la cantata "La batalla de Murten" (en alemany: Die Murtenschlacht; 1898, basada en la història dels suïssos que van repel·lir la invasió de Carles I de Borgonya el 1476).
Un carrer i una escola de Berna porten el nom de Munzinger.